# Colinton (Alberta)
Colinton est un hameau (hamlet) du Comté d'Athabasca, situé dans la province canadienne d'Alberta.

## Démographie
En tant que localité désignée dans le recensement de 2011, Colinton a une population de 215 habitants dans 88 de ses 89 logements, soit une variation de 15.0% par rapport à la population de 2006. Avec une superficie de 2,224 2 km2, le hameau possède une densité de population de 96,664 0 hab/km2 en 2011.
Concernant le recensement de 2006, Colinton abritait 187 habitants dans 79 de ses 83 logements. Avec une superficie de 2,224 2 km2, le hameau possédait une densité de population de 84,1 hab/km2 en 2006.